# Hijo de Monarcas
Hijo de Monarcas es una película dramática estadounidense-mexicana de 2020 dirigida y escrita por Alexis Gambis. La película está protagonizada por Tenoch Huerta, Alexia Rasmussen, Lázaro Gabino Rodríguez, Noé Hernández, Paulina Gaitán y William Mapother.
La película tuvo su estreno mundial en el Festival Internacional de Cine de Morelia 2020, seguido de una proyección en el Festival de Cine de Sundance 2021 el 29 de enero de 2021.

## Sinopsis
Tras el fallecimiento de su abuela, un biólogo mexicano que reside en Nueva York regresa a su hogar, situado en los bosques de Michoacán donde habitan las mariposas monarca. Allí, se ve obligado a enfrentar los traumas que más daño le provocan.

## Elenco
El elenco incluye:
- Tenoch Huerta como Mendel
- Alexia Rasmussen como Sarah
- Lázaro Gabino Rodríguez
- Noé Hernández como Simón
- Paulina Gaitán como Brisa
- William Mapother como Bob
- Electra Avellán como Lucía

## Lanzamiento
La película tuvo su estreno en el Festival de Cine de Sundance 2021 el 29 de enero de 2021 en la sección Next, donde ganó el Premio Alfred P. Sloan. La película fue adquirida por WarnerMedia y se estrenó en cines y en HBO Max el 15 de octubre de 2021. Se estrenó en cines mexicanos el 25 de mayo de 2023.

## Recepción
El sitio web de agregador de reseñas Rotten Tomatoes encuestó a 31 críticos y, categorizando las reseñas como positivas o negativas, evaluó 18 como positivas y 3 como negativas para un 90% de aprobación. Entre las reseñas, determinó una calificación promedio de 7.1/10. El consenso crítico del sitio dice: "Son of Monarchs requiere paciencia, pero los espectadores sintonizados con su ambiciosa longitud de onda serán recompensados con una película que combina elegantemente la ciencia con la identidad social".